# 磁気回転比
磁気回転比（じきかいてんひ、英語: gyromagnetic ratio）とは、物理学において、角運動量に対する磁気双極子モーメントの割合である。
磁気回転比は一般に γ で表記される。国際単位系での単位は、s−1·T -1、もしくはC·kg−1である。
磁気回転比は、g因子と同じ意味で使われることがある 。しかし、g因子は磁気回転比とは異なり、無次元量である。

## 磁気回転比とラーモア歳差運動
磁気モーメントと揃っていない磁場 B 中に置かれた、ある一定の磁気回転比を持った系は、外場強度に比例した周波数 f で歳差運動をする。
{\displaystyle f={\frac {\gamma }{2\pi }}B} .
このため、 γ/(2π)という量がよく使われる。

## 古典的な回転体における磁気回転比
対称軸まわりに回転する帯電体を考える。古典物理学によると、帯電体は回転によって磁気双極子モーメントと角運動量を持つ。電荷と質量は一様に分布しているならば、磁気回転比は、
{\displaystyle \gamma ={\frac {q}{2m}}}
ここで q は電荷、m は質量である。
上式が微小な円形リングにおいて成り立つことを証明すれば、それを積分することで一般的な結果が得られる。この微小リングは半径 r、面積 A = πr2、質量 m、電荷 q、角運動量 L = mvr を持つと仮定する。すると磁気双極子モーメントの大きさは以下のようになり、磁気回転比は上式のように与えられることがわかる。
{\displaystyle \mu =IA={\frac {qv}{2\pi r}}\times \pi r^{2}={\frac {q}{2m}}\times mvr={\frac {q}{2m}}L}

## 孤立電子における磁気回転比
孤立電子は、スピンによって角運動量と磁気モーメントを持っている。
電子のスピンは、軸の周りを古典的に回転しているように描写されることがあるが、実際はそれは根本的に異なる。古典物理学には類似するようなものは無く、量子力学的な現象である。
よって、上記のような古典的における関係が得られるとは考えづらい。実際、ge（もしくは、混同する恐れがない場合は単に g）と記述する 「電子のg因子」と呼ばれる無次元量を用いて、先ほどとは異なった結果を与える。 
{\displaystyle |\gamma _{\mathrm {e} }|={\frac {|-e|}{2m_{\mathrm {e} }}}g_{\mathrm {e} }=g_{\mathrm {e} }\mu _{\mathrm {B} }/\hbar }
ここで、 μB はボーア磁子である。古典物理学による式と見比べると、g因子は g = 1 であると予想される。しかし、相対論的量子力学によると、
{\displaystyle g_{e}=2(1+{\frac {\alpha }{2\pi }}+\cdots ),}
となる。ここで、{\displaystyle \alpha \approx 1/137} は微細構造定数である。
相対論的な結果 g = 2 への小さな補正は場の量子論によって説明される。この結果は実験的に測定された電子のg因子と小数第12位まで一致することが確かめられている（QEDも参照）。
{\displaystyle ~g_{\mathrm {e} }=2.00231930436118(27).}
電子の磁気回転比は負の値をもち、その絶対値のCODATA推奨値はNISTにより以下のように勧告されている。
{\displaystyle |\gamma _{\mathrm {e} }|=1.760\,859\,770(44)\times 10^{11}\,\mathrm {rad\ s^{-1}T^{-1}} .}

## 相対性によって得られた磁気回転比
ディラック方程式から得られる磁気回転比は「2」であるが、g因子が「2」であることは相対性による結果であるという誤解がしばしば見られるが、それは間違いである。「2」という因子はシュレディンガー方程式と相対論的なクライン-ゴルドン方程式の両方の線形化から得られる。どちらのケースでも、4元スピノルが得られ、どちらの線形化でもg因子は「2」に等しくなる。それゆえ、2という因子は、波動方程式の空間と時間についての一次(二次ではない)導関数に対する依存性の結果である。

## 核の磁気回転比
プロトン、中性子、多くの核は核スピンを持ち、上記の磁気回転比を生じさせる。磁気回転比は、通常は簡単のために中性子や他の核においてもプロトンの質量と電荷で記述される。
{\displaystyle \gamma ={\frac {e}{2m_{p}}}g=g\mu _{\mathrm {N} }/\hbar ,}
ここで、μN は核磁子、g は考えている中性子や核のg因子である。
核の磁気回転比は、核磁気共鳴 (NMR) や核磁気共鳴画像法 (MRI) で重要な役割を果たすので、特に重要である。NMRやMRIは、核スピンは磁場中でラーモア周波数と呼ばれる速さで歳差運動をしているという事実に基づいている。ラーモア周波数は、磁場の強さと磁気回転比の積である。
いくつかの核種での近似値を以下の表に示す。
| 核種  | {\displaystyle \gamma _{n}} (106 rad s−1 T −1) | {\displaystyle \gamma _{n}/(2\pi )} (MHz T −1) |
| ----- | ---------------------------------------------- | ---------------------------------------------- |
| 1H    | 267.513                                        | 42.577 478 92(29)                              |
| 2H    | 41.065                                         | 6.536                                          |
| 3He   | −203.789                                       | −32.434                                        |
| 7Li   | 103.962                                        | 16.546                                         |
| 13C   | 67.262                                         | 10.705                                         |
| 14N   | 19.331                                         | 3.077                                          |
| 15N   | −27.116                                        | −4.316                                         |
| 17O   | −36.264                                        | −5.772                                         |
| 19F   | 251.662                                        | 40.052                                         |
| 23Na  | 70.761                                         | 11.262                                         |
| 27Al  | 69.763                                         | 11.103                                         |
| 29Si  | −53.190                                        | −8.465                                         |
| 31P   | 108.291                                        | 17.235                                         |
| 57Fe  | 8.681                                          | 1.382                                          |
| 63Cu  | 71.118                                         | 11.319                                         |
| 67Zn  | 16.767                                         | 2.669                                          |
| 129Xe | −73.997                                        | −11.777                                        |